# Atlético Astorga Fútbol Club
El Atlético Astorga Fútbol Club es un club de fútbol español con sede en la ciudad de Astorga (León). Fue fundado en 1944 y refundado en 1972. El club juega sus partidos en el campo municipal La Eragudina, que cuenta con una capacidad aproximada de 2000 espectadores. Los colores que identifican al club son el verde y el blanco. En su haber constan tres subcampeonatos de liga de tercera división en las temporadas 1992-93, 2013-14 y 2016-17. En asamblea el 3 de julio de 2017, el club aprobó un acuerdo de filialidad con la Cultural y Deportiva Leonesa.

## Historia
El Atlético Astorga fue fundado en 1944. Desde sus inicios hasta la temporada 1965-1966 (cuando descendió de Tercera División a Regional Preferente) el equipo competía con el nombre de Club Deportivo Atlético Astorga. Años más tarde, cuando ascendió de nuevo a Tercera División, se le bautizó con el nombre actual. En la temporada 2013-2014 consiguió, por primera vez en su historia, el ascenso a la Segunda División B de España. El 15 de mayo de 2016 descendió de nuevo a Tercera División.

## Trayectoria
La trayectoria del club en las últimas décadas es la siguiente:
Indicadas las categorías en los siguientes colores:
■ 2.º nivel
■ 3.er nivel
■ 4.º nivel
■ 5.to nivel
■ 6.º nivel
■ 7.º nivel
Notas: (Estructura piramidal de ligas en España)
- Las temporadas 1936-37, 1937-38 y 1938-39 no fueron disputadas debido a la guerra civil española.
- La Segunda División B fue introducida en 1977 como categoría intermedia entre la Segunda División y Tercera División.
- En la temporada 2021-2022 se reestructuraron las categorías del fútbol español pasando a denominarse las categorías no profesionales como 1.ª división RFEF que será el equivalente a la 3.ª categoría, 2.ª división RFEF que será el equivalente a la 4.ª categoría y 3.ª división RFEF que será el equivalente a la 5.ª categoría, desapareciendo Segunda División B.

### Datos del club
- Temporadas en 2.ª B: 2 (2014-15 y 2015-16).
- Temporadas en 3.ª: 29 (incluida temporada 2020-21).
- Temporadas en 1.ª Regional: 15.
- Mejor puesto en la liga: 14.º (Segunda División B de España temporada 2014-15).
- Participaciones en el Campeonato de España: 8 ediciones.
- Clasificación histórica 2.ªB: 285.º
- Clasificación histórica 3.ª: 156.º

## Estadio

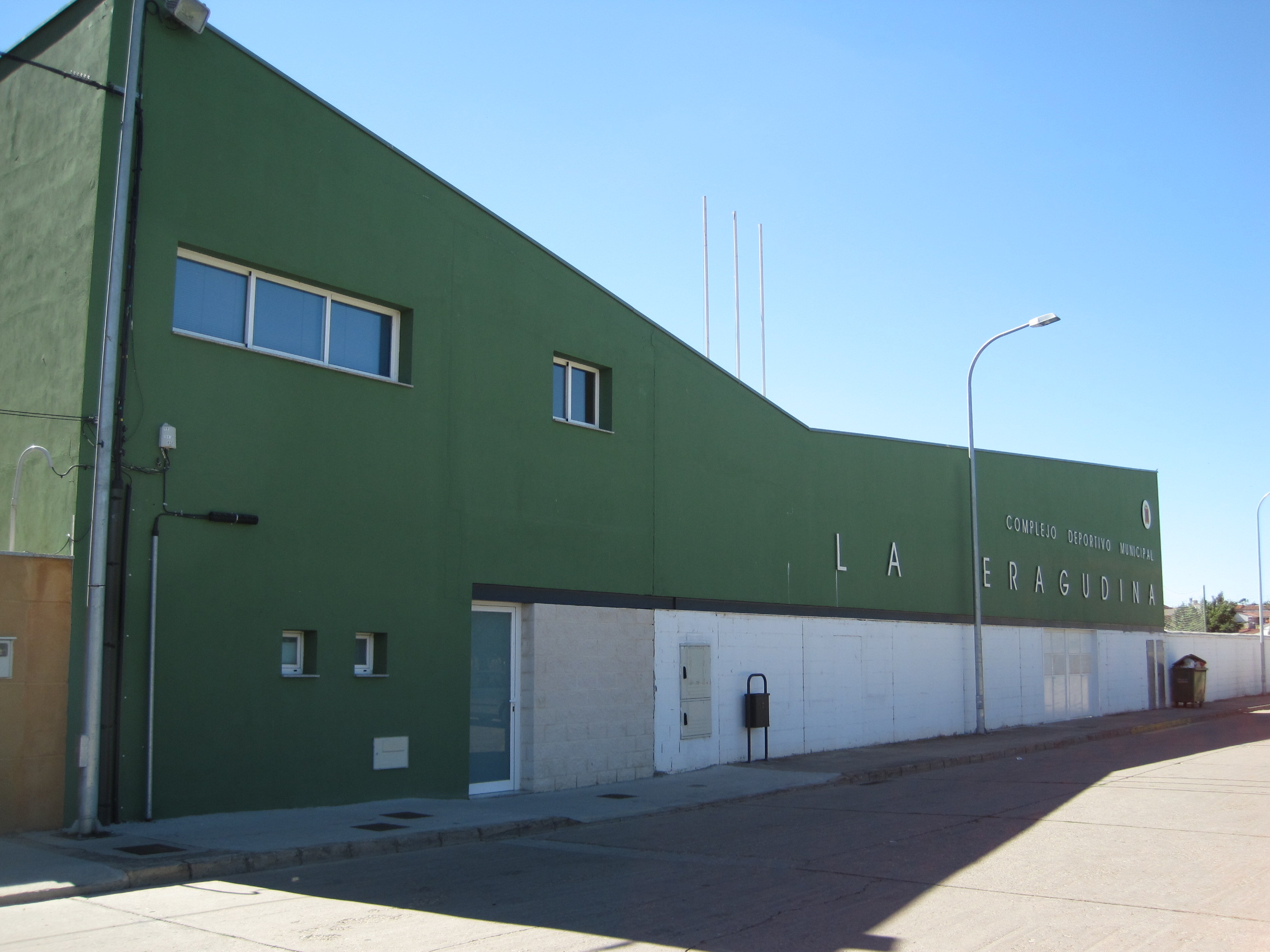
Vista exterior del complejo deportivo de La Eragudina

El Atlético Astorga juega en el estadio La Eragudina, inaugurado en 1943. Tiene una capacidad para unos 2000 espectadores, 1000 sentados. Las dimensiones del terreno de juego son de 105 x 60 m.
El campo ha tenido dos denominaciones:
- Desde su inauguración hasta 1977 se denominó Campo del Frente Juventudes.
- Desde 1977 se denomina Estadio Municipal La Eragudina.

## Uniforme

### Evolución histórica uniforme titular
A lo largo de su historia ha vestido los siguientes uniformes:
| 1972 | 1978 | 1983 | 1991 | 2007 | 2013 | 2017 | 2020 |

## Jugadores y cuerpo técnico

### Plantilla y cuerpo técnico 2023-24
- En 1.ª y 2.ª desde la temporada 1995-96 los jugadores con dorsales superiores al 25 son, a todos los efectos, jugadores del filial y como tales, podrán compaginar partidos con el primer y segundo equipo. Como exigen las normas de la LFP, los jugadores de la primera plantilla deberán llevar los dorsales del 1 al 25. Del 26 en adelante serán jugadores del equipo filial.
- Como exigen las normas de la RFEF desde la temporada 2019-20 en 2.ª B y desde la 2020-21 para 3.ª, los jugadores de la primera plantilla deberán llevar los dorsales del 1 al 22, reservándose los números 1 y 13 para los porteros y el 25 para un eventual tercer portero. Los dorsales 23, 24 y del 26 en adelante serán para los futbolistas del filial, y también serán fijos y nominales.
- Los equipos españoles están limitados a tener en la plantilla un máximo de tres jugadores sin pasaporte de la Unión Europea. La lista incluye solo la principal nacionalidad de cada jugador.

## Palmarés

### Torneos nacionales
- Subcampeón del grupo VIII de Tercera División: (3): 1991-92, 2013-14, 2016-17.
- Campeón Regional: (1): 2007-08.

### Trofeos amistosos
- Trofeo Ciudad de Benavente (3): 1982, 2016,[6] 2020.
- Trofeo Constantino Álvarez (1): 2017.

## Últimas temporadas
| Temporada | Categoría                          | Liga      |  | Copa      | Copa CyL |
| --------- | ---------------------------------- | --------- |  | --------- | -------- |
| 2000-01   | Tercera División (Grupo VIII)      | 18.º      |  |           |          |
| 2001-02   | División Regional                  | 4.º       |  |           |          |
| 2002-03   | División Regional                  |           |  |           |          |
| 2003-04   | División Regional                  | 4.º       |  |           |          |
| 2004-05   | División Regional                  | 6.º       |  |           |          |
| 2005-06   | División Regional                  |           |  |           |          |
| 2006-07   | División Regional                  | 3.º       |  |           |          |
| 2007-08   | División Regional                  | 1º        |  |           |          |
| 2008-09   | Tercera División (Grupo VIII)      | 15.º      |  |           |          |
| 2009-10   | Tercera División (Grupo VIII)      | 11.º      |  |           |          |
| 2010-11   | Tercera División (Grupo VIII)      | 12.º      |  |           |          |
| 2011-12   | Tercera División (Grupo VIII)      | 6.º       |  |           | 18.º     |
| 2012-13   | Tercera División (Grupo VIII)      | 7.º       |  |           | 14.º     |
| 2013-14   | Tercera División (Grupo VIII)      | 2.º       |  |           | 8.º      |
| 2014-15   | Segunda División B (Grupo I)       | 14.º      |  | 1.ª Ronda |          |
| 2015-16   | Segunda División B (Grupo I)       | 18.º      |  |           |          |
| 2016-17   | Tercera División (Grupo VIII)      | 2.º       |  |           |          |
| 2017-18   | Tercera División (Grupo VIII)      | 5.º       |  |           |          |
| 2018-19   | Tercera División (Grupo VIII)      | 5.º       |  |           |          |
| 2019-20   | Tercera División (Grupo VIII)      | 7.º       |  |           |          |
| 2020-21   | Tercera División (Grupo VIII)      | 2.º / 3.º |  |           |          |
| 2021-22   | Tercera División RFEF (Grupo VIII) | 9.º       |  |           |          |
| 2022-23   | Tercera Federación (Grupo VIII)    | 2.º       |  |           |          |
| 2023-24   | Tercera Federación (Grupo VIII)    | ?º        |  | 1/32      |          |

### Participaciones en Copa del Rey
- Fuente:[7]

| Temporada | Ronda         | Rival                        | Local | Visitante | Global |  |
| --------- | ------------- | ---------------------------- | ----- | --------- | ------ |  |
| 1981-82   | Primera ronda | SD Ponferradina              | 2-1   | 2-2       | 4-3    |  |
| 1981-82   | 1/64          | Real Valladolid Deportivo    | 0-2   | 1-3       | 1-5    |  |
| 1983-84   | Primera ronda | UD Salamanca                 | 0-2   | 0-3       | 0-5    |  |
| 1984-85   | Primera ronda | Real Burgos CF               | 1-2   | 0-5       | 1-7    |  |
| 1985-86   | Primera ronda | UD Salamanca                 | 0-1   | 1-4       | 1-5    |  |
| 1986-87   | Primera ronda | Exento                       |       |           |        |  |
| 1986-87   | 1/64          | Cultural y Deportiva Leonesa | 0-3   |           | 0-3    |  |
| 1991-92   | Primera ronda | UD Salamanca                 | 0-1   | 2-8       | 2-9    |  |
| 1992-93   | Primera ronda | Cultural y Deportiva Leonesa | 0-4   | 2-2       | 2-6    |  |
| 2014-15   | Primera ronda | Racing Club de Ferrol        |       | 1-5       | 1-5    |  |
| 2023-24   | 1/64          | FC Andorra                   | 1-0   |           | 1-0    |  |
| 2023-24   | 1/32          | Sevilla FC                   | 0-2   |           | 0-2    |  |